# سوچ بالا
سوچ بالا روستایی در دهستان بلورد بخش بلورد شهرستان سیرجان استان کرمان ایران است.

## جمعیت
بر پایه سرشماری عمومی نفوس و مسکن در سال ۱۳۹۵ جمعیت این مکان ۲۸ نفر (۸خانوار) بوده‌است.